# 熱血回胴!ふるスロットる
熱血回胴!ふるスロットる（ねっけつかいどうふるスロットる）は、MONDO21で放送されていたパチスロ番組である。初回放送は日曜日24:30 - 25:00で、2週に1回新作が放送されていた。

## 構成
2006年7月に「まるごと!ふるスロットる」の番組名で放送開始。2007年4月に現在の題名に改題したが、番組内容は当初より変わっていない。なおEPG等で表示される番組の回数表示は、現在の番組名になってからのものである。
パチスロライターの嵐（パチスロ必勝本）と女性アシスタントが、店舗を借り切り毎回パチスロの1機種について、高設定台の挙動を内部解析や演出解析を交えて紹介する。アシスタントは当初羽柴まゆみ（2006年10月に井上由美子に改名）が務めていたが、2008年10月に井上が結婚・産休に入ったため、一時ララが務めていた。2009年4月より井上が復帰し、ハイビジョン制作となったが、同年9月で放送を終了。

## 出演
- 嵐（パチスロ必勝本）
- 井上由美子（2006年7月 - 2008年9月、2009年4月 - 9月）
- ララ（ギャルズパーティー、2008年10月 - 2009年4月）